# Dan Bullock
Pour les articles homonymes, voir Bullock.
Dan Bullock (né le 21 décembre 1953 à Goldsboro et mort le 7 juin 1969 sur la An Hoa Combat Base (en) dans la province de Quảng Nam au Viêt Nam) est un militaire américain.
Private first class (PFC) de l'United States Marine Corps, il est le plus jeune militaire américain tué au combat pendant la guerre du Viêt Nam, mourant à l'âge de quinze ans.
En juin 2003, une section de la Lee Avenue à Brooklyn, où Bullock vivait depuis l'âge de 11 ans, est renommée en son honneur. En 2019, une plaque commémorative de l'État de Caroline du Nord est érigée près de sa maison d'enfance à Goldsboro.